# Annette Stulens
Annetta Elisa Louisa (Annette) Stulens (Hoeselt, 2 maart 1958) is een Vlaams-nationalistisch politica uit de provincie Limburg voor de Nieuw-Vlaamse Alliantie. Ze was van 2001 tot 2012 burgemeester van Hoeselt.
Stulens is van opleiding A1 verpleegkundige en oefende dit beroep op een spoedafdeling en een operatiekwartier ook uit tot in 2001. Sinds 1994 zetelt ze, toen nog namens de Volksunie, in de gemeenteraad van haar woonplaats. Bij de splitsing van de Volksunie koos ze voor de N-VA. Lokaal zetelt ze namens Nieuw, een lijst met Volksuniegetrouwen en onafhankelijken. Bij de verkiezingen van 2006 slaagde ze erin haar score nog te verbeteren. Nationaal stond ze ook een aantal malen op kieslijsten. In 2003 was ze de derde kandidaat op de Limburgse N-VA-lijst. In 2004 steunde ze ook de verkiezingen voor het Vlaams Parlement. In 2010 kwam ze op als opvolger op de Limburgse kamerlijst van de N-VA.
In 2012 stapte Stulens uit de lokale afdeling van N-VA na een dispuut over wie de lijsttrekker zou worden bij de gemeenteraadsverkiezingen dat jaar.
Annette Stulens is gehuwd en moeder van twee dochters.

## Politieke carrière
- gemeenteraadslid in Hoeselt (1994-2012)
- burgemeester van Hoeselt (2001-2012)